# Isaac S. Pennybacker
Isaac Samuels Pennybacker, född 3 september 1805 i Shenandoah County, Virginia, död 12 januari 1847 i Washington, D.C., var en amerikansk demokratisk politiker och jurist. Han representerade delstaten Virginia i båda kamrarna av USA:s kongress, först i representanthuset 1837-1839 och sedan i senaten från 1845 fram till sin död.
Pennybacker studerade juridik och inledde sin karriär som advokat i Harrisonburg. Han efterträdde 1837 James M.H. Beale som kongressledamot och efterträddes två år senare av kusinen Green Berry Samuels.
Pennybacker tjänstgjorde som federal domare 1839-1845. William Cabell Rives mandatperiod i USA:s senat gick ut i mars 1845 men delstatens lagstiftande församling kunde inte enas om en efterträdare. Efter flera månader valdes sedan Pennybacker till senaten och han fick tillträda i ämbetet den 3 december 1845. Han avled 1847 i ämbetet och efterträddes av James M. Mason.
Pennybacker är begravd på Woodbine Cemetery i Harrisonburg.